# Desamparo
Desamparo é o sétimo romance da escritora portuguesa Inês Pedrosa, publicado em 16 de fevereiro de 2015 pelas Publicações Dom Quixote. Um mês após o seu lançamento, foi publicada a segunda edição. O romance foi também editado no Brasil em Agosto de 2016 pela Leya e na Croácia, em Outubro de 2016, pela Ocean More.

## Enredo
O enredo é relatado por 4 vozes que se revezam ao longo dos 35 capítulos do livro: o narrador, a personagem Jacinta Sousa, o personagem Raul Sousa e a personagem Clarisse Garcia.
A história decorre em Arrifes, uma pequena povoação onde imperam a solidão e o abandono. Trata-se de uma freguesia a 8 km da Vila de Lagar (uma milenar cidadela medieval), por sua vez próxima de uma cidade de média dimensão, Termas do Rei. A narrativa fornece indícios de que estas localidades fictícias se situariam algures na região Oeste de Portugal.
O romance começa com a queda de Jacinta Sousa, mulher de idade avançada, no pátio ensolarado da sua casa em Arrifes. Levada para o hospital de Termas do Rei, enquanto se debate em delírios entre a vida e a morte, Jacinta vai recordando a sua vida. Foi levada pelo pai, aos 3 anos de idade, para o Brasil, supostamente sem o consentimento da mãe, só retornando a Portugal para a conhecer pessoalmente mais de cinquenta anos depois. Um ano após a sua vinda definitiva para Portugal, o seu filho mais novo, o arquiteto Raul Sousa, vem ao seu encontro, acabando por estabelecer residência no país. O romance capta o momento em que Jacinta, às portas da morte, recapitula uma vida de alegrias e tristezas no Brasil, a infância infeliz, a indiferença afetiva do pai em simultâneo com a ausência da mãe, as relações conjugais falhadas, a relação conflituosa com o filho mais velho, a vida no Rio de Janeiro na primeira metade do século XX.
A meio do romance, o filho Raul assume o protagonismo da história e o leitor depara-se então com o impacto que a morte da mãe tem sobre ele. A vida de Jacinta e dos seus pais passa a aparecer pontualmente, através das recordações de Raul. É então que surge a personagem Clarisse, uma ex-jornalista também ela a recomeçar a vida em Arrifes e que, por via do amor, vai redimir Raul dos seus fantasmas de culpa e solidão.
Uma vasta galeria de personagens, direta ou indiretamente relacionada com as vidas dos três protagonistas, participa da teia de acontecimentos que se desenvolvem no enredo de Desamparo.
Como cenário de toda a narrativa – é quase uma personagem –, encontra-se sempre presente o momento histórico de Portugal no início do século XXI, debatendo-se com uma crise económica sem precedentes. O regresso à província de portugueses urbanos atingidos pelo desemprego, a desconfiança e o medo face aos imigrantes que procuram Portugal, a queda de qualidade de vida das populações, a persistência da secular violência familiar, a quebra de natalidade e o desmantelamento do Estado social são acutilantemente retratados neste romance. O cruzamento entre o político e o pessoal, que marca toda a ficção desta autora, é potenciado neste romance em que ação e reflexão se interpelam continuamente, criando uma obra intensa, com ritmo e fluência, articulando ficção e linguagem através de uma escrita clara e despojada, que usa o humor como perspetiva de observação e de iluminação do pensamento.

## Principais personagens
- Jacinta Sousa – Levada para o Brasil pelo pai Artur aos 3 anos de idade, regressa a Portugal volvidos mais de 50 anos, para conhecer a mãe Margarida e acaba por ficar em Arrifes.
- Raul Sousa, Rafael Sousa Lobo e Rita Sousa – Filhos de Jacinta e Ramiro Lobo.
- Clarisse Garcia – Ex-jornalista, arruinada por um processo judicial. Animadora no Centro de Dia de Arrifes.
- Ramiro Lobo e  Álvaro Calvário – Ex-maridos de Jacinta.
- Alice e Rosário – Vizinhas e amigas de Jacinta.
- Ema de Castro – Cantora-vedeta dos anos 40, mãe de Gonçalo, funcionário público em Lisboa.
- Vanessa – Biscateira, com sucessivas relações marcadas pela violência e mãe de quatro filhos.
- Gaspar – Mecânico de automóveis, ex-companheiro de Vanessa.
- Pedro Gama Lousada – Fidalgo arruinado, lança-se na produção de licor de pêra-rocha.
- Simone – Ex-mulher de Pedro Gama Lousada.
- Carla Fontinha – Empregada doméstica empreendedora e pragmática que se torna mulher de Pedro Gama Lousada.
- Jaciara e Laís Luce – Antigas namoradas de Raul Sousa.
- Isabel – Ex-mulher de Raul Sousa.
- Guadalupe Rodriguez – Ex-cantora luso-espanhola, amiga de Clarisse.
- O Grande Escritor Ressuscitado – Figura de vulto das Letras Portuguesas.
- Joaquim – Empregado de café em Lagar, vila histórica próxima de Arrifes.